# Iron Reagan
Iron Reagan és un supergrup de crossover thrash de Richmond, format pel vocalista de Municipal Waste, Tony Foresta, el baixista de Cannabis Corpse i Municipal Waste, Phil «LandPhil» Hall, l'exguitarrista d'A.N.S., Mark Bronzino, l'exbateria de Darkest Hour, Ryan Parrish, i el baixista de Hellbear, Rob Skotis. Des de la seva formació el 2012, han publicat tres àlbums musicals, un EP i dos EP compartits. El seu àlbum de 2014, The Tyranny of Will, va assolir la posició 22 de la Billboard 200.

## Història

### 2012–2013:Demo 2012iWorse Than Dead
Iron Reagan es va formar el 2012 i el nom és un joc de paraules de la banda de heavy metal Iron Maiden i el 40è president dels Estats Units, Ronald Reagan. Aquell any, el grup va llançar la seva primera maqueta, Demo 2012, a través de Tankcrimes Records, que presentava els temes «Pay Check», «Eat Shit and Live», «Artificial Saints», «Running Out of Time» i «Walking Out». Els dos primers temes van aparèixer després al seu àlbum debut de llarga durada.
El 20 de març de 2013, la banda va presentar el seu primer àlbum d'estudi, Worse Than Dead, a través del segell discogràfic A389 Recordings. Va ser produït pel guitarrista Phil Hall. L'àlbum va rebre una puntuació de 5 sobre 10 per part d'Exclaim!, afirmant que «bàsicament no es distingeixen de la banda principal del seu cantant i guitarrista. Iron Reagan està completat per exmembres de Darkest Hour». Poc després, el baixista Paul Burnette va deixar la banda i va ser substituït pel baixista Rob Skotis de Hellbear.

### 2014–2015:Spoiled Identity,Tyranny of Willi EP compartits
El 7 de gener de 2014, Iron Reagan i la banda de death metall Exhumed van llançar un EP compartit titulat Exhumed/Iron Reagan amb Tankcrimes. La primera cara del disc conté quatre temes d'Exhumed i la segona quatre temes d'Iron Reagan. Posteriroment, la banda va llançar de manera independent el seu primer EP en solitari, Spoiled Identity EP, l'1 d'abril de 2014, en forma de descàrrega gratuïta digital. L'EP presenta 13 temes i té una durada total inferior als cinc minuts. Una reedició en edició limitada del 2015 en vinil va incloure dos temes addicionals.
Iron Reagan va signar amb Relapse Records i va llançar el seu segon àlbum d'estudi el 16 de setembre de 2014. The Tyranny of Will va rebre en general millors crítiques que el seu anterior àlbum. Igual que aquell, aquest també va ser produït per Phil Hall. El 2015, Iron Reagan va llançar un altre EP compartit, aquesta vegada amb Toxic Shock, per mitjà de Reflections Records. La primera cara del disc presenta tres temes d'Iron Reagan i la segona cara tres temes de Toxic Shock.

### 2016–present:Crossover Ministry
Iron Reagan va començar a gravar el seu tercer àlbum l'estiu de 2016. L'àlbum es va anunciar a través de Relapse Records i es va publicar el 3 de febrer de 2017. Va rebre crítiques positives i Exclaim! va puntuar l'àlbum amb un 8 sobre 10: «En general, Crossover Ministry és un àlbum crossover thrash ben fet i segur que serà un èxit entre els fanàtics del gènere». Phil Hall també va produir-lo. El 14 de gener de 2020, es va anunciar que la banda s'havia separat del baixista Rob Skotis per les acusacions d'agressions sexuals.

## Discografia

### Àlbums d’estudi
- Worse Than Dead (2013, A389 Recordings)
- The Tyranny of Will (2014, Relapse Records)
- Crossover Ministry (2017, Relapse Records)

### Maqueta
- Demo 2012 (2012, Tankcrimes)

### EP
- Spoiled Identity EP (2014, autoedició)
- Dark Days Ahead (2018, Pop Wig Records)[6]

### Compartits
- Exhumed/Iron Reagan (2014, Tankcrimes Records)
- Iron Reagan/Toxic Shock (2015, Reflections Records)
- Iron Reagan/Gatecreeper (2018, Relapse Records)[7]